# Hymenophyllum fimbriatum
Hymenophyllum fimbriatum är en hinnbräkenväxtart som beskrevs av John Smith. Hymenophyllum fimbriatum ingår i släktet Hymenophyllum och familjen Hymenophyllaceae. Inga underarter finns listade.